# Джикия, Владимир Гаврилович
Джикия Владимир Гаврилович (13.05.1893 г. Зугдиди, Кутаисская губерния — 11.07.1937 г.) инженер-электрик, советский государственный деятель, зам. главного инженера Волховстроя, начальник строительства Рионской ГЭС, Вице-президент Всесоюзной палаты мер и весов, начальник треста «Закгидроэлектрострой», кавалер ордена Красного Знамени.

## Биография
Владимир Гаврилович Джикия родился 13 мая 1893 года в местечке Зугдиди Кутаисской губернии Российской империи в семье священника. С 1913 года студент физико-математического факультета Петербургского университета. Участник первой мировой войны. С 1917 года — член РСДРП. С февраля 1918 года в Красной Армии: комиссар сводного отряда курсантов, помощник коменданта петропавловской крепости, начальник военно-учебных заведений, заместитель командующего противовоздушной обороны Петроградского военного округа, окружной военком. В 1922 году Нарком по военным делам Грузии.
Награждён орденом Красного Знамени и почетным оружием.
С октября 1922 года — студент электромеханического факультета Петроградского политехнического института. С февраля 1924 года (будучи студентом 3-го курса) назначен заместителем Главного инженера Волховстроя. По окончании Ленинградского политехнического института (1930 г.) — вице-президент Всесоюзной палаты мер и весов, начальник треста «Закгидроэлектрострой», начальник строительства Рионской ГЭС. В конце 1936 года арестован органами НКВД, приговорен к высшей мере наказания. рсстрелен 11.07.1937 года. В 1956 году полностью реабилитирован.